# 手島鍬司
手島 鍬司（てしま くわじ、慶応3年9月27日（1867年10月24日） - 1922年9月23日）は、日本の政治家、実業家。衆議院議員を1期務めた。

## 概要
岡崎藩士の服部兵馬の2男として生まれた。出生地は三河国岡崎城郭内（明治初頭に岡崎康生町となる。現在の岡崎市）。明治維新後、服部家は家禄奉還のため武家屋敷を離れ戸崎村に移り、農業を営んだ。第三番小学連尺学校（現・岡崎市立連尺小学校）卒業。1882年（明治15年）、八丁味噌早川商店（現・カクキュー）に入る。のち老番頭手島源市の婿養子となった。
多忙な業務のかたわら、剣道や漢学、語学を学び、読書は一日も欠かすことがなかったと言われている。1891年（明治24年）に支配人に抜擢され、その手腕を存分にふるった。1892年（明治25年）、いとこの小柳津要人の勧めにより手島は宮内省への味噌納入を開始。1901年（明治34年）12月28日、早川商店は宮内省御用達を拝命するに至った。
1904年（明治37年）11月、家督を相続した。
1906年（明治39年）5月1日、岡崎町が三島村と乙見村の一部（大字稲熊、大字小呂）を編入した折、周囲の人々に推されて町会議員に初当選した。1908年（明治41年）、額田郡会議員に初当選。
1910年（明治43年）、岡崎電灯株式会社の取締役に就任。実業界ではそのほか三河製粉社長、西尾鉄道監査役などを務めた。
1915年（大正4年）9月、愛知県会議員選挙に立憲同志会から立候補し初当選した。
1917年（大正6年）4月20日に行われた第13回衆議院議員総選挙の憲政会から立候補するも落選。同党は他に武富済、早川龍介、三浦逸平らも擁立したが全員落選した。
1920年（大正9年）5月10日に行われた第14回衆議院議員総選挙から岡崎市は初めて独立した選挙区（第3区）となった。手島は再び憲政会から立候補。立憲政友会から出た福岡精一を破り、岡崎市に基盤を持つ初の衆議院議員として初当選を果たした。
衆議院議員在職中の1922年（大正11年）9月23日、脳溢血により死去。54歳没。
1961年（昭和36年）7月1日、岡崎市名誉市民に推挙される。